# La Chapelle-de-Brain
La Chapelle-de-Brain è un comune francese di 948 abitanti situato nel dipartimento dell'Ille-et-Vilaine nella regione della Bretagna.

## Società

### Evoluzione demografica
Abitanti censiti